# هاري فالكونر
هاري فالكونر (بالإنجليزية: Harry Falconer)‏ هو لاعب كرة قدم بريطاني، ولد في 22 ديسمبر 1954 في نيوكاسل أبون تاين في المملكة المتحدة. لعب مع نادي بورنموث ونادي ويمبلدون.